# شربت خاکشیر

نمای نزدیک (Macro) از خاکشیر

شربت خاکشی یا خاکشیر یکی از  نوشیدنی‌های سنتی ایران است که بیشتر در فصل تابستان و به‌صورت خنک مصرف می‌شود. این شربت از ترکیب آب، دانه‌های خاکشیر، شکر، گلاب و یخ تهیه می‌شود. برخی نیز آبلیمو نیز در آن می‌ریزند. همچنین می‌توان به‌جای شکر از عسل استفاده کرد.

## خواص
این شربت از گذشته دوای گرمازدگی بوده‌است. نوشیدن این شربت سبب کاهش درجه حرارت بدن، تسکین سردرد و رفع بیحالی و سرگیجه ناشی از گرما می‌شود. این شربت همچنین سبب تقویت معده و دستگاه گوارش گشته و در رفع التهاب‌های کلیه و مجاری آن مؤثر است. مصرف خاکشیر به علت داشتن پتاسیم می‌تواند تا حدودی کمبود الکترولیت بدن در فصل گرما را جبران کند.یکی دیگر از خواص شربت خاکشیر، بازکنندهٔ صدا است.

## طرز تهیه
ابتدا خاکشیرها را خوب شسته تا ریگ‌شور شوند. برای این‌کار از دو ظرف استفاده کرده و خاکشیرها را که آب روی آن‌ها را گرفته چند بار از ظرفی به ظرف دیگر خالی می‌کنیم تا خاک و ریگ آن شسته شود. سپس شکر و گلاب را به مقدار کافی اضافه کرده و در یخچال گذاشته تا خنک شود. چون شستن خاکشیر کمی سخت است می‌توان آن را به مقدار زیاد و غلیظ تهیه کرد و در بطری دربسته داخل یخچال نگهداری کرد و هربار با اضافه کردن آب و رقیق کردن شربت به مدت چند روز مصرف کرد.

## جستار های وابسته
خاکشی
خاکشیر (سرده)